# Информационная модель

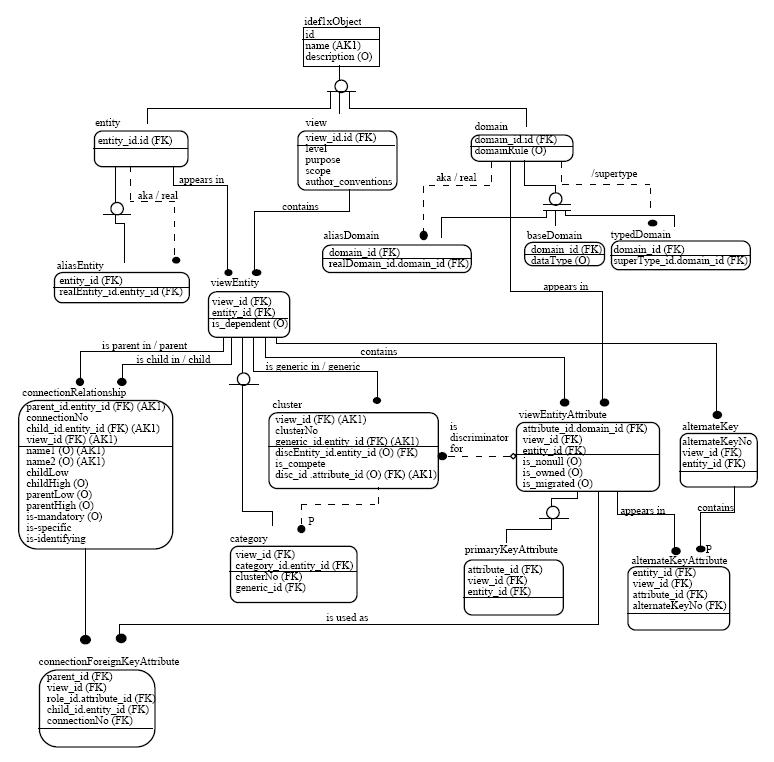
Пример информационной модели.

Информационная модель — модель объекта, представленная в виде информации, описывающей существенные для данного рассмотрения параметры и переменные величины объекта, связи между ними, входы и выходы объекта и позволяющая путём подачи на модель информации об изменениях входных величин моделировать возможные состояния объекта.
Информационная модель (в широком, общенаучном смысле) — совокупность информации, характеризующая существенные свойства и состояния объекта, процесса, явления, а также взаимосвязь с внешним миром.

## Классификация
С. А. Терехов[кто?] выделяет несколько типов информационных моделей, отличающихся по характеру запросов к ним:
1. Моделирование отклика системы на внешнее воздействие
2. Классификация внутренних состояний системы
3. Прогноз динамики изменения системы
4. Оценка полноты описания системы и сравнительная информационная значимость параметров системы
5. Оптимизация параметров системы по отношению к заданной функции ценности
6. Адаптивное управление системой

## Информационные модели в информатике
Информационная модель в информатике — это представление понятий, связей, ограничений, правил и операций, предназначенное для определения семантики данных для конкретной проблемной области.

## Информационные модели вархитектуре
Информационное моделирование здания — это подход к возведению, оснащению, обеспечению эксплуатации и ремонту здания (к управлению жизненным циклом объекта), который предполагает сбор и комплексную обработку в процессе проектирования всей архитектурно-конструкторской, технологической, экономической и иной информации о здании со всеми её взаимосвязями и зависимостями, когда здание и все, что имеет к нему отношение, рассматриваются как единый объект.
Процесс коллективного создания и использования информации о сооружении формирует основу для всех решений на протяжении жизненного цикла объекта (от самых ранних концепций до рабочего проектирования, строительства, эксплуатации и сноса).